# In the name of justice
「In the name of justice」（イン・ザ・ネイム・オブ・ジャスティス）は、日本のバンドDのメジャー8枚目のシングル。2010年11月17日発売。

## 概要
- J-POP路線からの脱却、海外進出計画等の改革をテーマに活動を開始後、2作目のシングルである。
- 初回限定生産盤A、B、通常盤の3タイプが発売された。

## 収録曲

### 初回限定生産盤A
1. In the name of justice
(作詞・作曲：ASAGI)
2. Nightly Knights
(作詞：ASAGI / 作曲：Tsunehito)
3. In the name of justice (Voiceless)

### 初回限定生産盤B
1. In the name of justice
2. Nightly Knights
3. Grand Master
(作詞・作曲：ASAGI)
4. In the name of justice (Voiceless)

### 通常盤
1. In the name of justice
2. Nightly Knights
3. 夜の眼と吟遊詩人
(作詞・作曲：ASAGI)
4. In the name of justice (Voiceless)